# Luigi Premazzi
Luigi Premazzi (Milano, 3 gennaio 1814 – Costantinopoli, 29 dicembre 1891) è stato un pittore italiano.

## Biografia

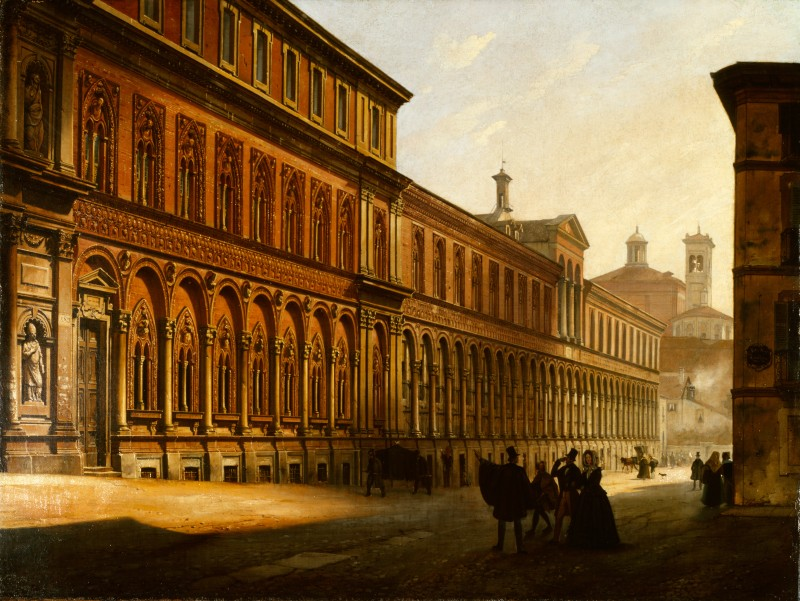
L'Ospedale Maggiore di Milano, 1842

Si forma presso l'Accademia di Belle Arti di Brera, frequentando in seguito la scuola privata di Giovanni Migliara. I primi lavori ad acquerello, ricavati dalle opere del suo maestro, sono destinati all'industria litografica. La sua produzione si caratterizza per un repertorio di vedute cittadine, soprattutto milanesi, in seguito tratte anche da altre città italiane, eseguite nei dettami della pittura prospettica. La sua pittura liscia e precisa risente anche delle coeve ricerche di Luigi Bisi da cui ricava l'attenzione documentaristica per i dettagli architettonici. Espone costantemente alla Promotrice di Torino tra il 1842 e il 1848 e alle rassegne espositive braidensi. 
Attorno al 1850 si trasferisce a Pietroburgo dove diviene insegnante presso la scuola imperiale di Belle Arti nel 1861. Dai ripetuti soggiorni in Caucaso e in Medio Oriente trae nuovi soggetti per i suoi dipinti, che continua ad inviare alle esposizioni italiane suscitando meraviglia e curiosità.
Morì a Costantinopoli. È sepolto nel cimitero Tichvin, la «necropoli degli artisti» di San Pietroburgo.